# Bucharest Open
Bucharest Open (поточна назва BRD Bucharest Open за спонсором) — жіночий тенісний турнір, що проводиться в столиці Румунії Бухаресті з 2014 року. Турнір має статус міжнародного в системі турнірів WTA-туру. Він проходить через тиждень після Вімблдонського турніру на кортах із ґрунтовим покриттям.

## Результати фіналів

### Одиночний розряд
| Рік  | Чемпіонка              | Фіналістка          | Рахунок       |
| ---- | ---------------------- | ------------------- | ------------- |
| 2019 | Олена Рибакіна         | Патріція Марія Ціг  | 6–2, 6–0      |
| 2018 | Анастасія Севастова    | Петра Мартич        | 7–6(7–4), 6–2 |
| 2017 | Ірина-Камелія Бегу     | Юлія Гергес         | 6–3, 7–5      |
| 2016 | Симона Халеп (2)       | Анастасія Севастова | 6–0, 6–0      |
| 2015 | Анна Кароліна Шмідлова | Сара Еррані         | 7–6(7–3), 6–3 |
| 2014 | Симона Халеп           | Роберта Вінчі       | 6–1, 6–3      |

### Парний розряд
| Рік  | Чемпіонки                          | Фіналістки                          | Рахунок          |
| ---- | ---------------------------------- | ----------------------------------- | ---------------- |
| 2019 | Вікторія Кужмова Крістина Плішкова | Жаклін Крістіан Елена-Габріела Русе | 6–4, 7–6(7–3)    |
| 2018 | Ірина Бегу Андрея Міту             | Данка Ковінич Марина Заневська      | 6–3, 6–4         |
| 2017 | Ірина-Камелія Бегу Ралука Олару    | Елізе Мертенс Демі Схюрс            | 6–3, 6–3         |
| 2016 | Джессіка Мор Варатчая Вонгтеанчай  | Александа Каданцу Катаржина Пітер   | 6–3, 7–6(7–5)    |
| 2015 | Оксана Калашнікова Демі Схюрс      | Андреа Міту Патріція Марія Ціг      | 6–2, 6–2         |
| 2014 | Елена Богдан Александа Каданцу     | Чагла Бююкакчай Карін Кнапп         | 6–4, 3–6, [10–5] |